# Схема Блитта — Сернандера
| Эпоха                                          | Климатическая стадия                           | Подстадия                                      | Начало (примерно), лет назад                   | Ярус (век) по IUGS (декабрь 2024) |
| ---------------------------------------------- | ---------------------------------------------- | ---------------------------------------------- | ---------------------------------------------- | --------------------------------- |
| Голоцен                                        | Субатлантик                                    | Похолодание                                    | 800                                            | Мегхалайский                      |
| Голоцен                                        | Субатлантик                                    | Потепление                                     | 1800                                           | Мегхалайский                      |
| Голоцен                                        | Субатлантик                                    | Похолодание                                    | 2600                                           | Мегхалайский                      |
| Голоцен                                        | Суббореал                                      | Похолодание                                    | 3200                                           | Мегхалайский                      |
| Голоцен                                        | Суббореал                                      | Потепление                                     | 4200                                           | Мегхалайский                      |
| Голоцен                                        | Суббореал                                      | Похолодание                                    | 5700                                           | Северогриппианский                |
| Голоцен                                        | Атлантик                                       | Потепление                                     | ~6000                                          | Северогриппианский                |
| Голоцен                                        | Атлантик                                       | Похолодание                                    | ~7000                                          | Северогриппианский                |
| Голоцен                                        | Атлантик                                       | Потепление                                     | 7800                                           | Северогриппианский                |
| Голоцен                                        | Бореал                                         | Похолодание                                    | 8200                                           | Северогриппианский                |
| Голоцен                                        | Бореал                                         | Потепление                                     | 10500                                          | Гренландский                      |
| Голоцен                                        | Пребореал                                      | Похолодание                                    | ~11000                                         | Гренландский                      |
| Голоцен                                        | Пребореал                                      | Потепление                                     | 11700                                          | Гренландский                      |
| Плейстоцен                                     |                                                |                                                |                                                |                                   |
| Поздний дриас                                  | Похолодание                                    | 12900                                          | Верхний                                        |                                   |
| Только для Северной Европы. Калиброванные даты | Только для Северной Европы. Калиброванные даты | Только для Северной Европы. Калиброванные даты | Только для Северной Европы. Калиброванные даты | п о р                             |

Схема (последовательность, классификация, шкала) Блитта — Сернандера — последовательность климатических периодов Северной Европы позднего плейстоцена и голоцена, основанная на исследованиях торфяников Дании, которые провели норвежец Аксель Блитт (1876) и швед Рутгер Сернандер (1908). Их классификация была включена в последовательность пыльцовых зон, которую позднее разработал Леннарт ван Пост, один из основателей палинологии.

## Описание
| Хронология                        | Похолодание/потепление (Восточная/Западная Европа) | Начало (тыс. лет назад) / ИКС (MIS) |
| --------------------------------- | -------------------------------------------------- | ----------------------------------- |
| Голоцен                           | Пребореальный период                               | Менее 11,7                          |
| Позднеледниковье                  |                                                    |                                     |
| Поздний дриас                     | 12,7                                               |                                     |
| Аллерёдское потепление            | 13,9                                               |                                     |
| Средний дриас                     | 14,1                                               |                                     |
| Бёллингское потепление            | 14,7 (MIS 1)                                       |                                     |
| Поздний пленигляциал              |                                                    |                                     |
| Ранний дриас                      | 16,9                                               |                                     |
| Вепсовская (Мекленбургская) фаза  | ~18                                                |                                     |
| Едровская (Померанская) фаза      | ~20                                                |                                     |
| Бологовская (Франкфуртская фаза)  | ~22,3                                              |                                     |
| Усвячская (Бранденбургская) фаза) | 24 (MIS 2)                                         |                                     |
| Дунаевское (Денекамп)             | ~28,2                                              |                                     |
| Средний пленигляциал              |                                                    |                                     |
| Шенское                           | ~30                                                |                                     |
| Ленинградское (Хенгело)           | ~39                                                |                                     |
| Ленинградское (Моерсхофт)         | ~47                                                |                                     |
| Кашинское (Эберсдорф)             | ~50                                                |                                     |
| Красногорское (Глинде)            | ~55,5                                              |                                     |
| Красногорское (Оерел)             | 58 (MIS 3)                                         |                                     |
| Ранний пленигляциал               |                                                    |                                     |
| Шестихинское (Шалкхольц)          | ~70 (MIS 4)                                        |                                     |
| Круглицкое (Оддераде)             | ~77 (MIS 5a)                                       |                                     |
| Лапландское (Редерсталь)          | ~85 (MIS 5b)                                       |                                     |
| Верхневолжское (Брёруп)           | ~93                                                |                                     |
| Верхневолжское (Амерсфорд)        | ~100 (MIS 5c)                                      |                                     |
| Курголовское (Хернинг)            | ~112 (MIS 5d)                                      |                                     |
| Микулинское межледниковье         |                                                    |                                     |
| ←Эемское потепление               | 128—117 (MIS 5e)                                   |                                     |

На последовательности слоёв разного цвета в торфе впервые обратил внимание Генрих Дау в 1829 году. Датская королевская академия наук предложила премию тому, кто смог бы объяснить эти явления. Блитт предположил, что тёмные слои были отложены в засушливые эпохи, а светлые — во влажные. Для описания своей гипотезы он использовал термины «атлантический» (жаркий и влажный) и «бореальный» (холодный и сухой).
В 1926 году К. А. Вебер обратил внимание на чёткие границы-горизонты в торфе, обнаруженном в Германии, которые соответствовали классификации Блитта. Сернандер определил суббореальный и атлантический периоды, а также поздние ледниковые периоды. Другие учёные расширили их классификацию.
Классификация была предложена до появления современных, более точных методов датирования, таких как радиоуглеродный анализ или использование стабильных изотопов. В настоящее время геологи из различных регионов изучают эвстатические колебания уровня моря, торфяники и ледяные керны различными методами, позволяющими уточнить классификацию Блитта — Сернандера. Установлено соответствие между крупнейшими климатическими событиями Евразии и Северной Америки.
В настоящее время флуктуации климатических изменений считаются более сложными, чем их представляет схема Блитта — Сернандера. Например, в недавно исследованных образцах торфа из фьорда Роскилле и озера Корнеруп в Дании обнаружено от 40 до 62 различных слоёв пыльцы. Тем не менее до настоящего времени не предложено более убедительной альтернативной теории.

## Проблемы

### Датировка и калибровка
В настоящее время схема Блитта — Сернандера подтверждена многими методами научной датировки, прежде всего радиоуглеродным методом датировки образцов торфа. При этом в последние несколько десятилетий радиоуглеродная датировка подверглась калибровке (с опорой на другие методы — такие, как дендрохронология и др.), так как ранее считалось, что концентрация изотопов углерода в атмосфере была постоянной, тогда как сейчас считается доказанным, что она менялась со временем.

### Междисциплинарная корреляция
Классификация Блитта — Сернандера использовалась для установления временных границ ряда археологических культур Европы и Америки. Ряд специалистов даже поспешили отождествить стадии развития технологии в Северной Европе с рядом климатических периодов, однако научное сообщество относится к такому подходу в целом критически. В частности, отсутствуют ясные причины того, почему резкое прекращение использования бронзы и начало использования железа около 600 года до н. э. должно связываться с окончанием субатлантического периода в это время. Другой пример: в тёплый атлантический период территория Дании была занята мезолитическими культурами, а не более высокоразвитыми неолитическими, хотя климат благоприятствовал переходу к сельскому хозяйству.

## Растения-маркеры
Среди растений, чья пыльца или останки использовались как маркеры для изучения торфа, были, в частности:
- Сфагнум
- Осока
- en:Scheuchzeria palustris, Rannock rush
- en:Eriophorum vaginatum, cotton grass
- Vaccinium oxycoccus, bog cranberry
- Andromeda polifolia, bog rosemary
- en:Erica tetralix, cross-leaved heather
- Вереск
- Сосна
- Берёза

Для влажных периодов характерно большее количество сфагнума, для сухих — больше стволов таких деревьев, как берёза и сосна.